# Oakford (Illinois)
Oakford es una villa ubicada en el condado de Menard en el estado estadounidense de Illinois. En el Censo de 2010 tenía una población de 286 habitantes y una densidad poblacional de 443,47 personas por km².

## Geografía
Oakford se encuentra ubicada en las coordenadas 40°6′3″N 89°57′55″O / 40.10083, -89.96528. Según la Oficina del Censo de los Estados Unidos, Oakford tiene una superficie total de 0.64 km², de la cual 0.64 km² corresponden a tierra firme y (0%) 0 km² es agua.

## Demografía
Según el censo de 2010, había 286 personas residiendo en Oakford. La densidad de población era de 443,47 hab./km². De los 286 habitantes, Oakford estaba compuesto por el 99.65% blancos, el 0.35% eran afroamericanos, el 0% eran amerindios, el 0% eran asiáticos, el 0% eran isleños del Pacífico, el 0% eran de otras razas y el 0% pertenecían a dos o más razas. Del total de la población el 0% eran hispanos o latinos de cualquier raza.